# Rhinoraja
Rhinoraja es un género de peces de la familia de los Rajidae en el orden de los Rajiformes.

## Especies
- Rhinoraja kujiensis (Tanaka, 1916)
- Rhinoraja longi (Raschi & McEachran, 1991)
- Rhinoraja longicauda (Ishiyama, 1952)
- Rhinoraja obtusa (Gill & Townsend, 1897)
- Rhinoraja odai (Ishiyama, 1958)
- Rhinoraja rosispinnis (Gill & Townsend, 1897)